# Standard Oil Building
Standard Oil Building, también conocido como Stanbalt Building, es un edificio histórico de oficinas ubicado en Baltimore, Maryland, Estados Unidos. Es un rascacielos Beaux Arts de 15 pisos diseñado por Clyde N. Friz (1867-1942), uno de los diseñadores de estilo Beaux Arts más conocidos de Baltimore, y construido en 1922. El edificio de oficinas con estructura de acero en forma de "U" está revestido con piedra caliza. Fue construido por la Standard Oil Company en un momento en que esa empresa alguna vez fue una de las principales corporaciones del país, el principal proveedor de gasolina y combustibles.
Standard Oil Building fue incluido en el Registro Nacional de Lugares Históricos en 2000. En sus últimos años como edificio de oficinas, el edificio albergaba principalmente oficinas para la ciudad de Baltimore. Tras una extensa renovación de 25 millones de dólares, el edificio reabrió sus puertas como apartamentos residenciales en 2002 por la Southern Management Corporation.